# Райт (округ, Міннесота)
Шаблон:StateAbbr_ 45°11′ пн. ш. 93°58′ зх. д. / 45.18° пн. ш. 93.97° зх. д.
Округ  Райт (англ. Wright County) — округ (графство) у штаті  Міннесота, США. Ідентифікатор округу 27171.

## Історія
Округ утворений 1855 року.

## Демографія
За даними перепису 
2000 року 
загальне населення округу становило 89986 осіб, зокрема міського населення було 42096, а сільського — 47890.
Серед мешканців округу чоловіків було 45310, а жінок — 44676. В окрузі було 31465 домогосподарств, 23923 родин, які мешкали в 34355 будинках.
Середній розмір родини становив 3,26.
Віковий розподіл населення поданий у таблиці:
| Стать    | До 15 років | 15-21 | 22-29 | 30-39 | 40-49 | 50-65 | 65-85 | Понад 85 |
| -------- | ----------- | ----- | ----- | ----- | ----- | ----- | ----- | -------- |
| Чоловіки | 11901       | 4602  | 4239  | 8037  | 7112  | 5993  | 3113  | 313      |
| Жінки    | 11411       | 4186  | 4239  | 7903  | 6644  | 5804  | 3752  | 737      |

## Суміжні округи
- Шерберн — північний схід
- Ганнепін — схід
- Карвер — південний схід
- Маклеод — південний захід
- Мікер — захід
- Стернс — північний захід

## Виноски
1. ↑  U.S. Decennial Census. United States Census Bureau. Процитовано 25 жовтня 2014.
2. ↑  Historical Census Browser. University of Virginia Library. Архів оригіналу за 11 серпня 2012. Процитовано 25 жовтня 2014.
3. ↑  Population of Counties by Decennial Census: 1900 to 1990. United States Census Bureau. Процитовано 25 жовтня 2014.
4. ↑  Census 2000 PHC-T-4. Ranking Tables for Counties: 1990 and 2000 (PDF). United States Census Bureau. Процитовано 25 жовтня 2014.
5. ↑  State & County QuickFacts. United States Census Bureau. Архів оригіналу за 7 червня 2011. Процитовано 1 вересня 2013.(англ.) Наведено за англійською вікіпедією.
6. ↑  American FactFinder. Бюро перепису населення США. Архів оригіналу за 26 лютого 2012. Процитовано 31 січня 2008.

| США | Це незавершена стаття з географії США. Ви можете допомогти проєкту, виправивши або дописавши її. |